# Mammillaria anniana
Mammillaria anniana ist eine Pflanzenart aus der Gattung Mammillaria in der Familie der Kakteengewächse (Cactaceae). Das Artepitheton ehrt Anni Lau, die Ehefrau des Pflanzensammlers Alfred Bernhard Lau.

## Beschreibung
Mammillaria anniana wächst sprossend mit kugelförmigen bis abgeflacht kugelförmigen apfelgrünen Trieben und erreicht Wuchshöhen von bis 3 Zentimetern und ebensolche Durchmesser. Die sich allmählich verjüngenden Warzen sind drehrund. Sie enthalten keinen Milchsaft. Die Axillen sind mit Wollbüscheln und verdrehten Haaren besetzt. Die 5 bis 9 nadeligen, steifen, gelben bis golden-bernsteinfarbenen Mitteldornen sind 9 bis 12 Millimeter lang. Einer von ihnen ist gehakt. Die 13 bis 14 gelblich weißen, steifen, dünnen und geraden Randdornen sind 6 bis 11 Millimeter lang.
Die hell weißlich gelben, 8 bis 12 Millimeter langen Blüten öffnen sich kaum. Ihr Perikarpell ist auffällig lang. Die roten Früchte haben eine Länge von 10 bis 15 Millimetern und enthalten schwarze Samen.

## Verbreitung, Systematik und Gefährdung
Mammillaria anniana ist im mexikanischen Bundesstaat Tamaulipas verbreitet.
Die Erstbeschreibung erfolgte 1981 durch Charles Edward Glass und Robert Alan Foster.
Mammillaria anniana wird in der Roten Liste gefährdeter Arten der IUCN als „Critically Endangered (CR)“, d. h. vom Aussterben bedroht, eingestuft.

## Nachweise